# La boutique fantasque
La Boutique fantasque, también conocida como La juguetería mágica  o La juguetería fantástica, es un ballet en un acto concebido por Léonide Massine, quien ideó la coreografía de un libreto escrito con el artista André Derain, pionero del fauvismo. Derain también diseñó la decoración y el vestuario del ballet. Ottorino Respighi escribió la música basada en piezas para piano de Gioachino Rossini. Su estreno mundial fue en el Alhambra Theatre de Londres el 5 de junio de 1919, interpretado por los Ballets Rusos de Serguéi Diáguilev.
Massine describió cómo en Roma para una temporada de ballet, Respighi llevó la partitura de Péchés de vieillesse de Rossini a Diaghilev. El empresario la tocó para Massine y Respighi. Toulouse-Lautrec influyó en la ambientación y el estilo de época de La Boutique fantasque, y Massine concibió al personaje principal "bastante parecido a Lautrec". Diaghilev arregló que Massine se encontrara con Derain en París, y trabajaron en el escenario con el teatro de marionetas del artista en su casa de la rue Bonaparte. La ambientación se trasladó de 1832 a la década de 1860.
La historia del ballet tiene similitudes con Die Puppenfee ("El hada muñeca") de Josef Bayer, un antiguo ballet alemán que había sido interpretado por José Méndez en Moscú en 1897 y por Serge y Nicolai Legat en San Petersburgo en 1903. Otros notan las similitudes con El soldadito de plomo, de Hans Christian Andersen.
La trama del ballet de Massine se centra en la historia de amor entre dos muñecos bailarinas de cancán en una juguetería, incorporando elementos de comedia, danza folclórica nacional y mimo, así como coreografía clásica.

## Historia

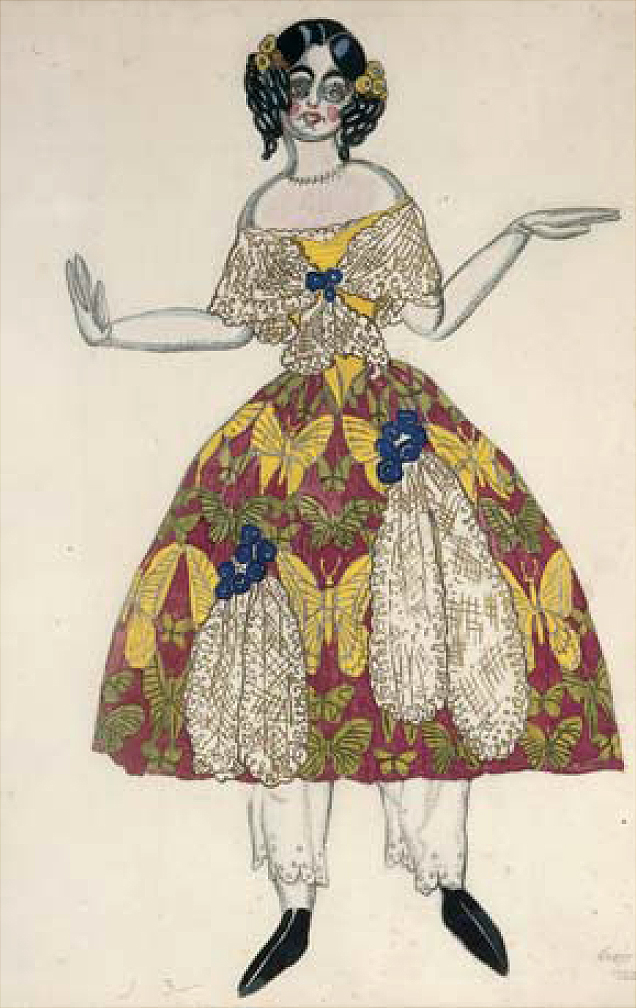

El ballet está ambientado en Francia en 1860. Un fabricante de juguetes de fama mundial ha creado exquisitos muñecos danzantes en su juguetería mágica. Los autómatas realizan varias rutinas de baile para los posibles clientes. Al principio, los juguetes entretienen a dos damas inglesas y una familia estadounidense. Algunos muñecos realizan una tarantela para los invitados, seguidas de otros muñecos vestidas de naipes que bailan una mazurca. Luego entran dos muñecos y realizan otra rutina que involucra a un esnob y un vendedor de melones. Llegan nuevos clientes, una familia rusa, y todo el mundo les da la bienvenida. Cinco muñecos cosacos entran y realizan un baile tradicional, seguido de un acto de animales con dos caniches bailando.
Luego, el fabricante de juguetes presenta sus muñecos bailarines más sofisticados, un par de bailarines de cancán, un hombre y una mujer vestidos de manera llamativa, entran y realizan su rutina. Su baile es tan encantador que la familia estadounidense decide comprar el muñeco mientras que la familia rusa compra la muñeca bailarina. Los tratos se hacen y se pagan, los muñecos se colocan en cajas separadas y la entrega se organiza para el día siguiente.
La oscuridad desciende, pero durante la noche, los muñecos cobran vida mágicamente y comienzan a bailar. Están molestos porque los dos bailarines de cancán, que son amantes, se van a separar, y se trama un plan para esconderlos antes de que los clientes regresen por la mañana.
Cuando la tienda abre al día siguiente y los clientes entran a recoger sus muñecos, descubren que los bailarines de cancán ya no están. Los clientes, sin conocer la vida secreta de los muñecos, culpan al dueño de la tienda y lo atacan a él y a su asistente. En la pelea que siguió, los muñecos acuden al rescate del comerciante con los muñecos cosacos atacando a los clientes con sus bayonetas. Expulsados de la tienda, los clientes miran incrédulos a través de la ventana mientras los muñecos y el comerciante bailan alegremente adentro con los bailarines de cancán.

## Reparto original
En el elenco de la producción original estaban:
- Enrico Cecchetti, como comerciante
- Alexander Gavrilov, como asistente de tienda, descrito por Buckle como "personajes de la excentricidad dickensiana"
- Serge Grigoriev, como comerciante ruso
- Lydia Sokolova y Leon Woizikowski, como bailarines de Tarantela
- Lubov Tchernicheva, como Reina de Tréboles
- Vera Nemchinova, como Reina de Corazones
- Stanislas Idzikowski, como The Snob - "una caricatura de un dandy inglés"
- Nicolas Zverev, como jefe cosaco
- Vera Clark y Nicholas Kremnev, como Perritos danzantes
- Lidia Lopujova y Léonide Massine, como bailarines de cancán, quienes imitaron las "contorsiones del Lautrec imitando a Valentin le désossé".[9][10][11]

## Historia de las presentaciones
Según el historiador del ballet Cyril Beaumont, la primera noche estuvo llena de artistas e intérpretes de renombre que esperaban ansiosos el nuevo ballet. Picasso hizo un boceto de Massine y Lopukhova en su pose final. París vio La Boutique fantasque por primera vez en la Nochebuena de 1919. A pesar de la destitución de Massine de los Ballets Russes a principios de enero de 1921, el ballet fue revivido en mayo siguiente en el Prince's Theatre de Londres y en el Gaîté-Lyrique de París en 1925 y de gira por Europa en los años siguientes, y estuvo en el repertorio de la actuación final de la compañía de Diaghilev en Vichy el 4 de agosto de 1929; el empresario murió dos semanas después en Venecia.
El enorme éxito del Ballet Russe de Monte Carlo del Coronel de Basil en Europa y América llevó a JC Williamson Management a organizar la primera gira de la compañía a Australia y Nueva Zelanda. Así, La Boutique fantasque fue el primer ballet de Léonide Massine realizado en Australia. Tuvo su estreno australiano en el Theatre Royal, Adelaide, durante la noche de apertura de la gira Ballets Russe de Monte Carlo el 13 de octubre de 1936. Valentina Blinova y Leon Woizikowski fueron especialmente celebrados como bailarines de cancán.
Cuando Massine dejó la compañía del Coronel de Basil en 1937, La Boutique fantasque estaba entre las obras involucradas en una disputa por derechos de autor. Tras un fallo legal de 1937, a De Basil ya no se le permitió realizar obras de Massine anteriores a 1932. Los derechos de interpretación luego volvieron al coreógrafo.
Massine posteriormente montó la obra para el Ballet Russe de Monte Carlo reformado en algún momento de 1939, donde formó un tríptico de ballets animados con su Gaîté Parisienne y Le Beau Danube . Los papeles de bailarina en los tres ballets se asociaron indeleblemente con las elegantes e ingeniosas interpretaciones de Alexandra Danilova.
Massine montó La Boutique fantasque para Ballet Theatre, más tarde conocido como American Ballet Theatre, en 1942 y su estreno estadounidense tuvo lugar en el Central High School Auditorium en Omaha, Nebraska, el 4 de enero de 1943. Entre el elenco se encontraban Simon Semenoff (comerciante), Nicolas Orloff (asistente de tienda), Muriel Bentley (solterona inglesa), Antony Tudor (mecenas estadounidense), Jerome Robbins (American Boy), Nora Kaye y Yurek Lazowsky (bailarines de Tarantella), John Taras (Melon Hawker), André Eglevsky (Jefe cosaco), Karen Conrad y John Kriza (Dancing Poodles) e Irina Baronova y Léonide Massine (Can-can Dancers).
El Royal Ballet de Londres montó la obra en 1947 como parte de la renovación de su repertorio para Covent Garden; Massine estuvo a cargo de la producción y bailó su papel original. En 1948, Danilova bailó junto a él. La gira del Royal Ballet revivió la pieza en Stratford en 1968 y permaneció en su repertorio durante varios años después, y Massine regresó para entrenar a la compañía en 1978.

## Partitura
Buckle señala que a medida que el ballet tomó forma, quedó claro que cada número musical era "perfecto en su tipo" y que había una amplia variedad de melodías y bailes relacionados. Las obras para piano de Rossini utilizadas incluyen Pepinillos, Rábanos, Mariposas, Temas en variación, Almendras, Petit Caprice (estilo Offenbach), Tarantelle pur Sang, Aceite de ricino, Polka abortiva y La Danza.
La música fue una contribución importante al éxito del ballet, cuya partitura estaba bien orquestada, mantuvo las armonías de Rossini y, en general, conservó inalterada su fraseo mientras dotaba a sus melodías de una nueva amplitud. La instrumentación es flautín, 2 flautas, 2 oboes, corno inglés, 2 clarinetes, 2 fagotes, 4 cornos, 3 trompetas, 3 trombones, tuba, timbales, bombo, batería lateral, xilófono, percusión, celesta, arpa y cuerdas.

### Secciones de ballet completo
- Overture (Tempo di Marcia) – Allegretto – Meno mosso – Mème mouvement – Vivo
- Tarantela (Allegro con brio) La Danza – Vivo
- Mazurca – Vivo – Lento – Moderato – Più vivo – Poco meno – Vivacissimo
- Danza cosaca (Allegretto marcato) – Animando un poco – Vivo – Allegretto brillante (Valse) – Vivace
- Cancán (Allegretto grottesco) Petite Caprice Style Offenbach – Vivacissimo – Poco meno vivo – Andantino mosso
- Valse lente (Andantino moderato) – Un poco più mosso – Con brio – Tempo I° – Più animato – Tempo I° – Pizzicato, Allegretto moderato – Allegretto moderato
- Nocturne (Andantino) – Allegretto
- Galop (Vivacissimo) – Fuga, Allegro brillante – Prestissimo – Tempo I°

### Obras para piano de Rossini arregladas por Respighi
- Vol. IV. Quatre hors d'œuvres, No. 3 Les cornichons, "Introducción"
- Vol. IV. Quatre hors d'œuvres, No. 1 Les radis
- Vol. IV. Quatre hors d'œuvres, No. 4 La beurre, "Thème et Variations"
- Vol. IV. Quatre mendiants, No. 2 Les amandes, "Minuit sonne - bonsoir madame"
- Vol. X. No. 6 Petite Caprice (Estilo Offenbach)
- Vol. VIII. No. 9 Tarantelle pur sang (avec traversée de la procession)
- Vol. VII. No. 6 Petite Valse, L'huile de ricin
- Vol. VI. No. 10 Fausse couche de Polka Mazurka
- "La danza" (1835) Tarantelle napolitaine [25]